# Luigi Angeloni
Luigi Giovanni Battista Angeloni (Frosinone, 9 novembre 1758 o 1759 – Londra, 5 febbraio 1842) è stato un patriota e scrittore italiano.

## Biografia
Nacque a Frosinone il 9 novembre 1758 (o 1759) da Giovanni Angeloni e da Lucrezia Contini, nipote del notaio Filippo Ricciotti, bisnonno di Nicola Ricciotti che sarebbe morto con i fratelli Bandiera. Il padre Giovanni, era un mercante proveniente dalla Lombardia, aveva avuti i natali a Villa d'Adda, piccola borgata sulle sponde dell'Adda. La madre Lucrezia Contini era originaria del Frusinate.
Dal matrimonio nacquero Luigi, il maggiore ed Anna Francesca, che sposò poi il nobile romano Gioacchino Alibrandi.
Già in tenera età, essendo il padre stato colpito da una paralisi, Luigi aveva dovuto occuparsi del lavoro di bottega per aiutare la madre fino all'età di circa quarant'anni. A Frosinone si dedicò intensamente agli studi letterari e linguistici, alla matematica, all'astronomia e alla musica. Autodidatta da giovane, fu successivamente guidato negli studi da un suo concittadino, Giovan Battista Terzano, che lo indirizzò alla conoscenza del latino e della lingua italiana.
Cominciò ad interessarsi di politica solo dopo il 1796, anno in cui il padre morì. Quando nel 1798 venne fondata la Repubblica Romana, Luigi Angeloni fu inviato a Roma per portarvi notizia dell'adesione di Frosinone. Ma i francesi, scesi a Roma prima agli ordini del Berthier e poi del Masséna, iniziarono a compiere ogni sorta di ingiustizie e spoliazioni a danno di tutte le famiglie del luogo. Iniziò così una sollevazione popolare che sarebbe stata duramente repressa con le armi. I soldati francesi inviati a Frosinone non si comportarono in modo migliore, nonostante le rassicurazioni all'Angeloni, allora tribuno del dipartimento del Circeo cui Frosinone faceva parte, che soltanto i ribelli sarebbero stati puniti.
Lo stesso zio materno del patriota frusinate, Leopoldo Contini, vecchio e malato, venne ucciso nel proprio letto; tutte le proprietà dell'Angeloni vennero depredate, la vecchia madre e alcune serve furono vilmente malmenate, vere e proprie azioni di “rappresaglia” con le quali i francesi volevano piegare l'animo del patriota frusinate, che aveva aspramente criticato l'esagerato fiscalismo imposto dagli stranieri. A causa della precaria situazione politica, non appena le truppe francesi dovettero ritirarsi da Roma, cominciò per il patriota frusinate il triste periodo dell'esilio: dopo la caduta della Repubblica Romana nel 1799, egli dovette fuggire in Corsica e poi a Parigi, portando sempre la sua patria nel cuore.
Nell'amarezza dell'esilio Angeloni esaltò la sua città, Frosinone, come più antica di Roma e di Milano. All'inizio dell'Ottocento Angeloni fu dunque a Parigi tra gli avversari di Napoleone.
Nello stesso anno viene arrestato a Parigi, perché coinvolto in una congiura antinapoleonica.  Tra i molti patrioti italiani e stranieri che l'Angeloni frequentò in questo esilio parigino ci furono il Federico Confalonieri e Filippo Buonarroti, era a capo dei Sublimi Maestri Perfetti, e partecipò alla creazione della setta dei Filadelfi. I Filadelfi cospiravano per organizzare la morte di Napoleone, il tiranno che aveva soffocato la libertà in Francia, in Italia e in tutta Europa.
Successivamente l'Angeloni con lo stesso Buonarroti organizzò una nuova società segreta l'Adelfia. Nel 1814, caduto Napoleone, l'Angeloni fu liberato ma il suo fisico era ormai debilitato dalla dura prigionia. Nel 1823 il patriota frusinate viene nuovamente arrestato ed espulso dalla Francia. Ripara in Inghilterra e si stabilisce a Londra diventando il punto di riferimento degli esuli italiani, e dove nel 1837 accoglie Giuseppe Mazzini. Durante il suo esilio in Francia e poi in Inghilterra, l'Angeloni era in contatto con i Fratelli tramite l'avvocato Domenico Meconi.
Morì a Londra il 5 febbraio del 1842.

## Pensiero politico
Durante gli anni dell'esilio, l'Angeloni non trascurò la sua passione letteraria, scrisse di linguistica e di letteratura, intervenendo con molti articoli nella battaglia per la purezza della lingua e schierandosi contro gli accademici della Crusca, ma sono da ricordare soprattutto alcune sue opere di carattere puramente politico come il suo importante scritto “Sopra l'ordinamento che aver dovrebbono i governi d'Italia” in cui proponeva come soluzione ai problemi di unità e indipendenza una confederazione italiana, sull'esempio della Svizzera e degli Stati Uniti.
L'opera, pubblicata a Parigi nel 1814, ebbe molto successo e la tesi confederale dell'Angeloni fu poi ripresa dal Cattaneo e da Vincenzo Gioberti. L'Angeloni pubblicò sempre a Parigi un'altra opera “Dell'Italia uscente il settembre del 1818”, dove ripropose con vigore la sua ipotesi confederalistica.
Nel 1826 pubblicò un nuovo scritto “Della forza nelle cose politiche”, in cui rifiutava ogni ideale astratto e giusnaturalistico. L'ultimo suo scritto politico, pubblicato a Londra nel 1837, portava il titolo di “Alla valente ed animosa Gioventù d'Italia. Esortazioni patrie così in prosa come di verso”.

## Opere
- Dissertazione sopra la vita, le opere, ed il sapere di Guido d'Arezzo, 1811
- Sopra l'ordinamento che aver dovrebbono i Governi d'Italia, 1814
- Dell'Italia uscente il settembre 1818, 1818
- Della forza nelle cose politiche, 1826
- Esortazioni Patrie, 1837